# Fladda
Fladda és una petita illa deshabitada de les Hèbrides Interiors situada al nord-oest d'Escòcia. Forma part del grup de les Treshnish, deixant al sud-oest l'illa de Lunga i al nord-est el petit grup de les Carnburgs.
El seu nom prové del nòrdic antic i significa "illa plana".